# داغهان كولكج
داغهان كولَكتج (بالتركية: Dağhan Külegeç)‏ هو ممثل نركي ولد في إسطنبول عام 1979. ظهر لأول مرة في مسلسل الخوف، ثم عاد من جديد في عام 2010 ليطل بشخصية صافي في مسلسل سنوات الصفصاف.

## وصلات خارجية
- داغهان كولكج على موقع IMDb (الإنجليزية)
- داغهان كولكج على موقع ألو سيني (الفرنسية)
- داغهان كولكج على موقع قاعدة بيانات الفيلم (الإنجليزية)
- داغهان كولكج على موقع كينوبويسك (الروسية)